# Dorfkirche Dahlen (Gräben)

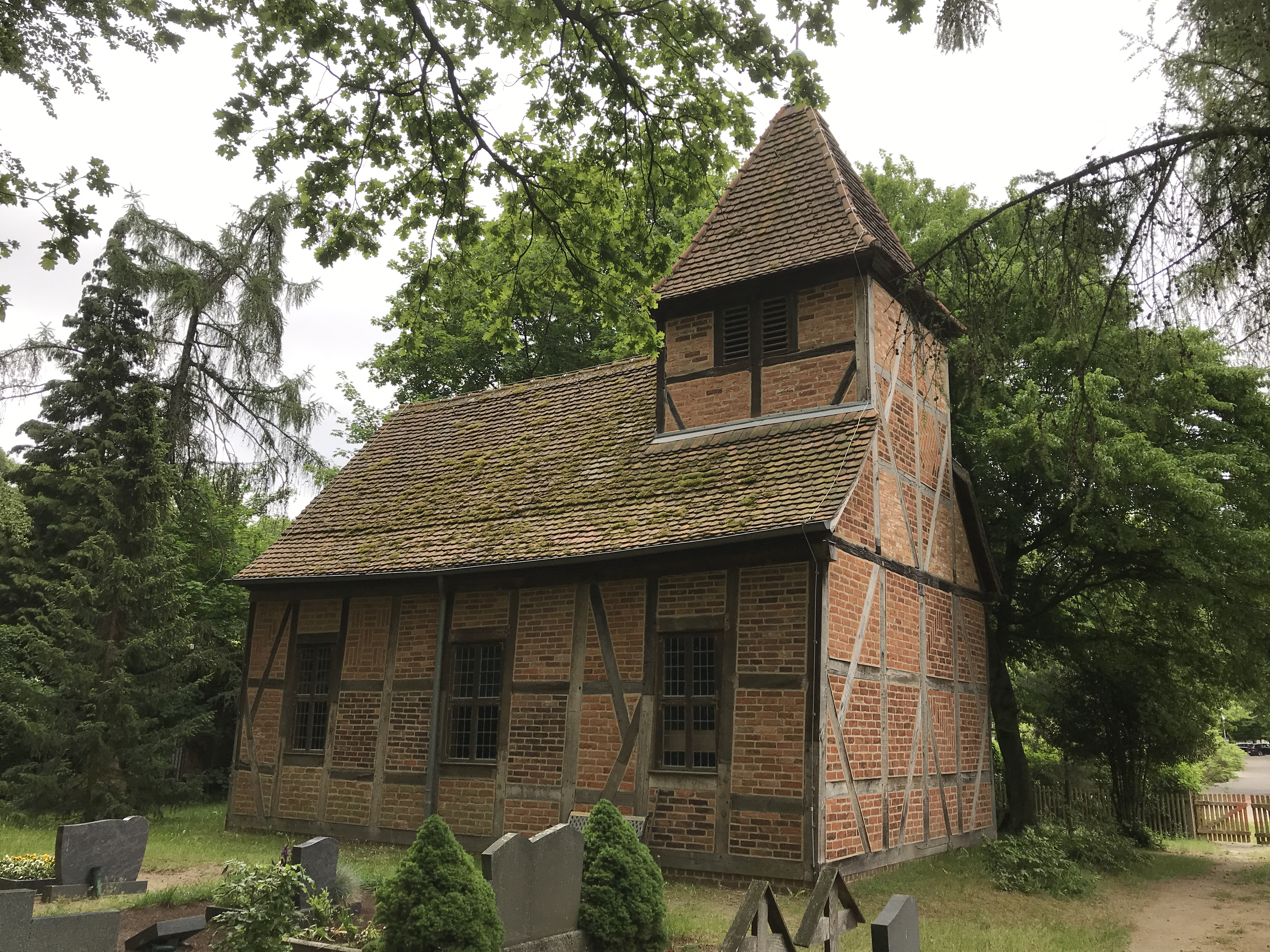
Dorfkirche Dahlen

Die evangelische Dorfkirche Dahlen ist eine Fachwerkkirche in  Dahlen, einem Ortsteil der Gemeinde Gräben im Landkreis Potsdam-Mittelmark im Land Brandenburg. Die Kirchengemeinde gehört zur Evangelischen Kirchengemeinde Brück im Kirchenkreis Elbe-Fläming der Evangelischen Kirche in Mitteldeutschland.

## Lage
Die Dorfstraße führt von Westen kommend als zentrale Verbindungsachse in nordöstlicher Richtung durch den Ort. Im historischen Zentrum steht das Bauwerk nördlich der Straße.

## Geschichte
Das Brandenburgische Landesamt für Denkmalpflege und Archäologische Landesmuseum (BLDAM) geht davon aus, dass das Bauwerk in der zweiten Hälfte des 17. Jahrhunderts errichtet wurde. Im Jahr 1732 wurde der Sakralbau umgebaut. Das Kirchenpatronat lag zu dieser Zeit bei denen von Schierstedt. 1914 ließ der damalige Patron, Wolfgang von Schierstedt (1870–1933), verheiratet mit Emmy von Rochow-Plessow (1885–1973) auf Krahne, eine neue Glocke gießen und ihre Namen dort einfügen. 1994 erfolgte eine Restaurierung des Bauwerks.

## Baubeschreibung
Das Bauwerk wurde im Wesentlichen aus Fachwerk errichtet; das Gefach dabei aus rötlichem Mauerstein erstellt. Der Chor ist gerade und gegenüber dem Schiff nicht eingezogen. Die Wand ist fensterlos, im Giebel ist leicht ausmittig nach Süden hin eine kleine hölzerne Tür. An der Nord- und Südseite des Kirchenschiffs sind je drei gleich große und rechteckige Fenster. Sie werden an der Südseite durch eine Pforte im äußeren, westlich gelegenen Bereich sowie durch eine weitere Pforte zwischen dem westlichen und mittleren Fenster ergänzt. Die Westwand des Schiffs ist geschlossen. Der Giebel wurde ebenfalls aus Fachwerk errichtet, darüber erhebt sich der Westturm. Dort ist an der nördlichen und südlichen Seite jeweils eine kleine und rechteckige Klangarkade. Während das Schiff ein schlichtes Satteldach trägt, errichteten die Handwerker am Turm ein Pyramidendach. Es schließt mit einer Turmkugel und Kreuz ab.

## Ausstattung

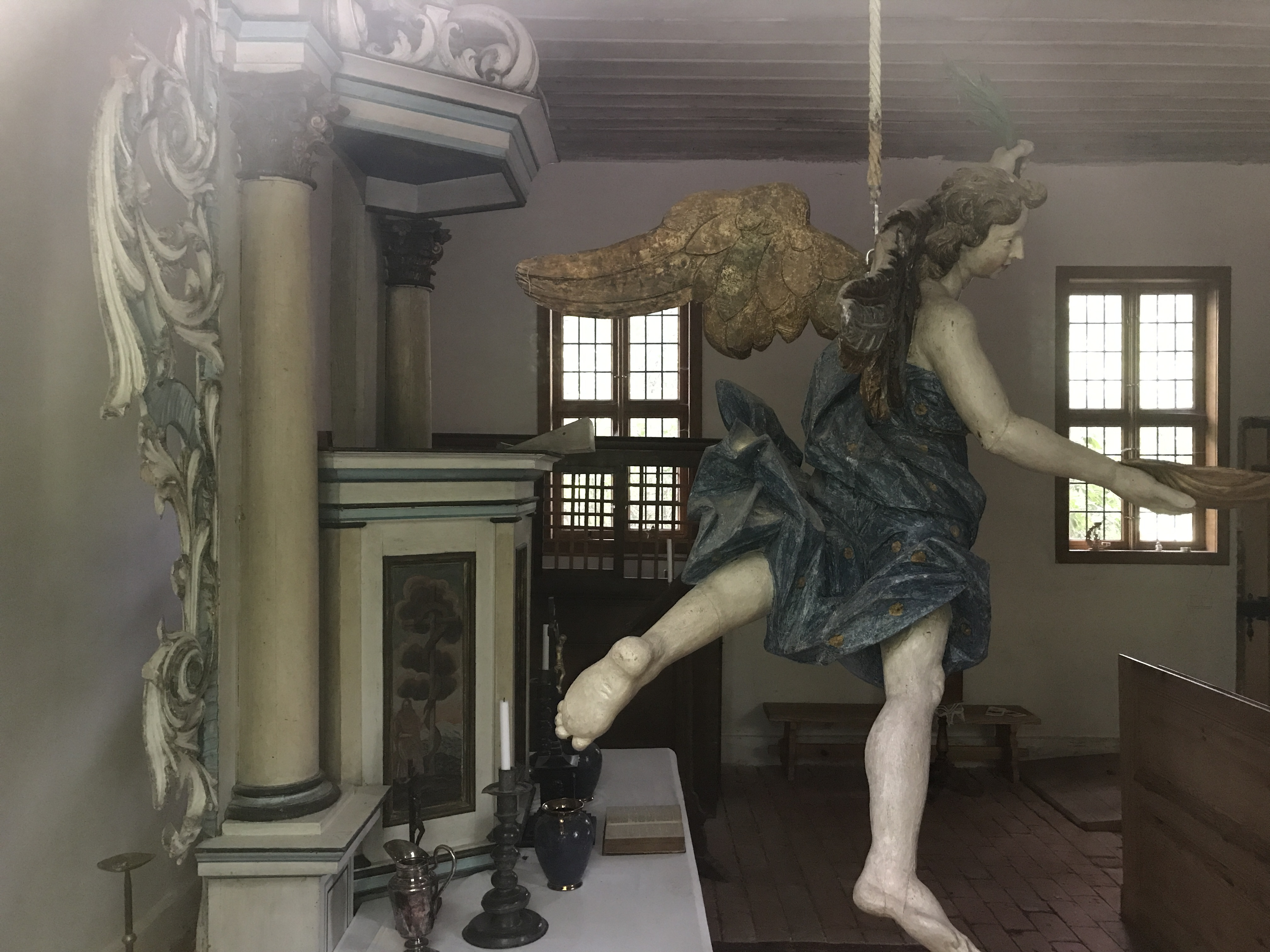
Taufengel von 1719

Das Altarretabel entstand vermutlich in der ersten Hälfte des 18. Jahrhunderts und wurde aus Holz gefertigt. Darüber ist ein kronenförmiger Schalldeckel mit geschnitzten Wangen. Das Dehio-Handbuch vermutet, dass der Aufsatz offenbar für eine andere Kirche angefertigt wurde und hier auf einen Sockel aus Mauersteinen gestellt wurde.
Der polygonale Kanzelkorb ist mit dörflichen Malereien verziert und zeigt die Kreuzigung Christi neben einer Schlange und einem Gotteslamm. Die Westempore ist vergittert und zeigt an den Brüstungsfeldern das Allianzwappen derer von Schierstedt. Seitlich steht ein vergitterter Pastorenstuhl.
Der Taufengel wird im Dehio-Handbuch als „qualitätsvoll“ bezeichnet; das BLDAM spricht von „besonderer Qualität“. Die rund 98 cm große Figur entstand im Jahr 1719 und wurde 2006 restauriert. Der Engel ist mit einem leichten, blauen Gewand mit Goldpunkten bekleidet; der übrige Oberkörper nahezu unbedeckt. Seitlich brachte der Künstler die Flügel an, die abwechselnd gold- und silberfarben angestrichen wurden. In der linken Hand hält der Engel einen Palmzweig, in der rechten eine vierpassartige Ablage für die Taufschale. Diese wurde 1992 durch eine Muschelschale ersetzt. Der Taufengel hing ursprünglich neben dem Allianzwappen und kam ausweislich des Taufregisters im Jahr 1719 zur Taufe eines Sohnes derer von Schierstedt zum Einsatz. Nachdem auf Grund statischer Anforderungen am ursprünglichen Ort eine Stütze eingebaut werden musste, hängte die Kirchengemeinde den Engel nordwestlich des Altars auf.
Das Bauwerk ist in seinem Innern flach gedeckt. Westlich der Kirche hängt in einem freistehenden Glockenstuhl eine Glocke. Sie trägt ein Zitat aus dem Buch des Jeremia „O LAND, LAND/ HOERE DES HERRN WORT“ (Jer 22,29 ); darunter die Inschrift „DAS EISERNE JAHR 1914/ HAT MICH GESCHAFFEN“. Auf der Rückseite ist die Stifterinschrift zu lesen: „DER KIRCHENGEMEINDE DAHLEN/ VON IHREM IM FELDE STEHENDEN PATRON/ WOLFGANG VON SCHIERSTAEDT/UND SEINER GATTIN/ EMMY VON SCHIERSTAEDT/ GEB. VON ROCHOW-PLESSOW/ FRANZ SCHILLING SOEHNE IN APOLDA GOSSEN 1914“.